# Utricularia laciniata
Utricularia laciniata este o specie de plante carnivore din genul Utricularia, familia Lentibulariaceae, ordinul Lamiales, descrisă de Carl Friedrich Philipp von Martius și Benj.. Conform Catalogue of Life specia Utricularia laciniata nu are subspecii cunoscute.